# Banksula grahami
Banksula grahami is een hooiwagen uit de familie Phalangodidae. De wetenschappelijke naam van Banksula grahami gaat terug op Briggs.